# San Tirso de Abres
San Tirso de Abres är en kommun i Spanien.  Den ligger i den autonoma regionen Asturien i nordvästra delen av landet, 400 km nordväst om huvudstaden Madrid. Antalet invånare är 400 (2024).